# Pseudanthias huchtii
Pseudanthias huchtii là một loài cá biển thuộc chi Pseudanthias trong họ Cá mú. Loài này được mô tả lần đầu tiên vào năm 1857.

## Từ nguyên
Từ định danh huchtii được đặt theo tên của Willem van der Hucht (1812 – 1874), một người trồng chè và từng là một chiến binh, là người sở hữu một bộ sưu tập cá ở quần đảo Maluku mà tác giả Bleeker có lấy bất kỳ mẫu vật nào mà ông nghĩ là mới đối với khoa học, trong đó có loài cá này.

## Phạm vi phân bố và môi trường sống
P. huchtii được phân bố tập trung ở khu vực Tam giác San Hô, trải dài đến Palau và Vanuatu ở phía đông, phía nam đến rạn san hô Scott và rạn san hô Great Barrier (Úc).
P. huchtii sống tập trung gần các rạn san hô, được tìm thấy ở độ sâu đến ít nhất là 35 m.

## Mô tả
Chiều dài cơ thể lớn nhất được ghi nhận ở P. huchtii là 12 cm.
Vây lưng có gai thứ 3 vươn cao, dài hơn đáng kể ở cá đực. Cá đực có màu xanh lục nhạt (phớt vàng do các chấm trên vảy), trắng hơn ở bụng với một vệt màu cam sẫm đặc trưng kéo dài từ mắt đến giữa vây ngực. Đầu có thể phớt hồng nhạt. Vây bụng có dải màu hạt dẻ ở rìa. Vây ngực có đốm nhỏ cũng màu hạt dẻ ở gần rìa ngoài. Vây đuôi lõm sâu, hình cánh nhạn, viền xanh óng ở hai thùy. Vây hậu môn và vây lưng có nhiều chấm vàng, đỏ hơn ở rìa, có viền xanh óng. Cá cái màu vàng, có sọc vàng sẫm hơn kéo dài từ mắt đến gốc vây ngực. Hai thùy đuôi cũng có dải màu vàng cam, không dài như cá đực.
Số gai ở vây lưng: 10; Số tia vây ở vây lưng: 17; Số gai ở vây hậu môn: 3; Số tia vây ở vây hậu môn: 7; Số gai ở vây bụng: 1; Số tia vây ở vây bụng: 5; Số tia vây ở vây ngực: 17–18; Số vảy đường bên: 36–40.

## Sinh thái học
Thức ăn của P. huchtii là động vật phù du. Chúng sống thành từng nhóm hậu cung, cá đực có tính lãnh thổ.

## Thương mại
P. huchtii được đánh bắt trong ngành thương mại cá cảnh.